# Conioscinella aptera
Conioscinella aptera är en tvåvingeart som först beskrevs av Curtis W. Sabrosky 1951.  Conioscinella aptera ingår i släktet Conioscinella och familjen fritflugor.
Artens utbredningsområde är Kenya. Inga underarter finns listade i Catalogue of Life.